# Mihai Pintilii
Mihai Doru Pintilii (* 9. November 1984 in Iași) ist ein rumänischer Fußballspieler. Seit Anfang 2016 steht er beim FCSB Bukarest unter Vertrag.

## Karriere

### Verein
Pintilii kam zu Beginn des Jahres 2007 zu Jiul Petroșani in die Liga 1. Am Saisonende musste er mit seinem Klub den Gang in die Liga II antreten. Dort verpasste er mit seiner Mannschaft den Wiederaufstieg. Nachdem Jiul in der Winterpause 2009/10 vom Spielbetrieb ausgeschlossen worden war, wechselte Pintilii zum Erstligisten Internațional Curtea de Argeș. Mit seinem neuen Klub sicherte er sich zwar den Klassenerhalt, musste aufgrund des Lizenzentzugs dennoch absteigen. Anschließend wechselte Pintilii zu Pandurii Târgu Jiu, das vom Lizenzentzug profitiert hatte. Dort wurde er zur Stammkraft in der Abwehr und konnte die beiden folgenden Spielzeiten im Mittelfeld abschließen. Im Sommer 2012 nahm ihn Rekordmeister Steaua Bukarest unter Vertrag, wo er mit der Meisterschaft 2013 seinen ersten Titel gewann. Diesen Erfolg konnte er ein Jahr später wiederholen. Anschließend wechselte er zu al-Hilal nach Saudi-Arabien. In der Saison 2014/15 ist er an den rumänischen Pandurii Târgu Jiu ausgeliehen.
Zur Saison 2015/16 wechselte Pintilii zu Hapoel Tel Aviv und erhielt dort einen Dreijahresvertrag. Bereits Anfang 2016 verließ er Israel wieder und kehrte zu Steaua Bukarest (ab April 2017 FCSB Bukarest) zurück.

### Nationalmannschaft
Pintilii wurde von Nationaltrainer Victor Pițurcă erstmals im August 2011 ins Aufgebot der rumänischen Nationalmannschaft berufen. Am 11. August 2011 kam er im Freundschaftsspiel gegen San Marino zu seinem ersten Einsatz, als er in der Halbzeitpause für Gabriel Mureșan eingewechselt wurde. Am 11. November 2011 stand er im Freundschaftsspiel gegen Belgien erstmals in der Startformation. Im WM-Qualifikationsspiel gegen Ungarn am 6. September 2013 konnte er sein erstes Tor erzielen.
Bei der Fußball-Europameisterschaft 2016 in Frankreich wurde er in das rumänische Aufgebot aufgenommen. Im EM-Eröffnungsspiel gegen Frankreich stand er in der Startaufstellung. Im zweiten Spiel gegen die Schweiz wurde er zur Halbzeit wegen einer Verletzung ausgewechselt und kam im letzten Spiel gegen Albanien nicht mehr zum Einsatz. Danach schied das Team als Gruppenvierter aus.

## Erfolge
- Rumänischer Meister: 2013, 2014
- Rumänischer Superpokalsieger: 2014